# Indsidder
En indsidder (også kaldet inderste) er en betegnelse for "en gift eller ugift Person af Almuen, der bor til Leje hos en Gaardmand ell. Husmand, og som, uden at have fast Tjeneste hos denne, har sin egen Husstand." Indsidderne udgjorde ikke nogen homogen gruppe men karakteristisk var, at de gennemgående tilhørte samfundets fattigere lag og ikke sjældent bestod af folk, som ikke var i stand til at udføre normalt arbejde. I løbet af 1700-tallet blev der flere steder rundt om i landet bygget "hospitaler" med 2-4 rum for ældre og svagelige indbyggere, hvilke til dels fungerede som en afløsning for inderste-ordningen.
Inderster og indsiddere adskilte sig fra husmænd og tjenestefolk, men kunne undertiden af øvrigheden blive inddraget for at fylde huller efter disse.
Inderster og indsiddere udgjorde godt 3% af landalmuen i anden halvdel af 1700-tallet.

## Typer
Indsidderne udgjorde ikke nogen homogen gruppe. Fridlev Skrubbeltrang skelner mellem fire undertyper:
1. Forhenværende gårdmænd, der nød aftægt. Denne gruppe var særligt stillede, idet aftægten sikrede dem ret til kreaturhold og/eller afgifter. Ofte boede de i et eget hus på gårdens jord og ofte med ret til at disponere over et mindre stykke jord, fx andel i en kålhave.[4][5]
2. Medbrugere af gårde. I dette tilfælde var der tale om, at ældre gårdmænd lod en søn eller svigersøn deltage i gårdens drift.[6]
3. Tjenestefolk i fast tjeneste. Disse kunne være både gifte og ugifte. Danske Lov påbød, at enhver ledig karl eller inderste, der sad til huse i landsbyen, skulle tage fast tjeneste for et halvt eller helt år ad gangen "og skal saa ingen paa Landet hos Bønderne for Dagløn arbejde uden Gifte og Bosatte paa Gaarde eller Gaardparter og Gadehusmænd, som gjøre og give aarlig Rettighed til deres Herskab".[7]
4. Enker og andre enligt stillede kvinder samt invalider og gamle. I disse tilfælde var der tale om folk, som ikke på anden måde var omfattede af tidens sociale beskyttelse hos slægtninge. Ofte var der tale om betlere, undertiden arbejdsføre men ikke arbejdende karle og lignende.[8][9] En del af dem var i begyndelsen af 1700-tallet forhenværende krigsfolk, typisk omtalt som "en gammel afdanket rytter", som efter deres brogede liv i krig med svenskerne ikke var i stand til tilpasse sig en normal levevis og derfor måtte friste en kummerlig tilværelse.[10]

De fleste indsiddere boede i et værelse på gården eller husmandsstedet og havde kun et sengested til deres rådighed, men i andre tilfælde kunne indersterne bo i et særskilt hus på gårdens grund, et såkaldt indsidderhus. For denne ret måtte de betale en ydelse til bonde og godsejer og betale skat, når det blev krævet. Denne ydelse kunne variere og lå i midten af 1700-tallet mellem 4 mark og 2 rigsdaler 4 mark.
Inderstehusene var små, som regel kun på 4-6 fag, opførte af bindingsværk og ofte mangelfulde med hensyn til indretning. Mange inderster måtte nøjes med simple ildsteder.
Antallet af inderstehuse varierede fra sogn til sogn men kunne være ret stort: i 1657 fandtes i Sankt Hans Sogn på Sjælland 9 huse, i Benløse Sogn 9 huse, i Kværkeby Sogn 11 huse, i Haraldsted Sogn 6 huse, i Kastrup Sogn på Sydsjælland 4 huse, i Hammer Sogn 17 huse, i Lundby Sogn 16 huse, i Sværdborg Sogn 21 huse, i Køng Sogn 8 huse.

## Antal og sammensætning
Som helhed udgjorde indsiddere kun en mindre del af landbefolkningen. Ifølge kopskattemandtallet for 1645 for Sørbymagle og Kirkerup sogne på Sjælland udgjorde inderster 16,4% af befolkningen. Fridlev Skrubbeltrang har for Sjællands og Møns vedkommende på grundlag af Oeders efterretninger opgjort antallet af inderster til 2.247 svarende til 23,0% af husmandsfamilierne i 1771, 16.964 i 1787 og 22.806 i 1801 svarende til 3,1% af almuebefolkningen i 1787 og 3,4% af befolkningen i 1801.
Endvidere er på grundlag af Oeders efterretninger opgjort fordelingen efter alder for inderster: 10,7% var under 30 år, 23,1% 31-40 år, 13,3% 41-50 år, 14,7% 50-60 år og 38,2% over 60 år. Der var således en klar overvægt hen imod høj alder. Flertallet af enlige var "utvivlsomt" inderster.

## Vilkår
Indersternes vilkår var skiftende over tid, vekslende med varierende konjunkturer. De blev i samtiden opfattet som en slags reserve, der kunne inddrages, når og hvis der var behov for det, og yngre husmænd og inderster kunne undertiden blive foretrukket til at overtage en gård, hvis de var egnede til det. En del inderster og husmænd fungerede som tjenestefolk på bøndergårde, præstegårde eller hovedgårde med varierende lønninger.. På lignende måde blev de fra tid til anden beskattede, når staten fattedes penge; den situation indtraf især i slutningen af 1600-tallet.
Ifølge Danske Lov (3-19-4) måtte ingen (ugift) karl eller inderste bortfæste sig for mindre end et halvt års tjeneste, hvorimod gifte kunne tage arbejde hos bønderne for dagløn. Dog var der en vigtig undtagelse: loven tillod udtrykkeligt alle at lade sig antage til tærskning af korn "paa hvad Tid og til hvilken Tid man haver dem Behov" (3-19-6). I henseende til arbejde var inderster således i praksis stillede omtrent som andre landarbejdere. Formodentlig har de skiftende klaret sig ved løst arbejde og tiggeri.
Indsiddere blev undertiden inddraget, når gårde stod "øde", det vil sige var uden fæster. I sådanne tilfælde kunne gården overdrages en eller flere indsiddere fx tidligere fæstere, der kom til at sidde uden besætning blot for, at ejendommen ikke skulle være ubesat, eller sad med nogle få kreaturer indtil en bedre kandidat til at overtage måtte vise sig. I nogle tilfælde kunne en ødegård således tages i brug af flere betalende indsiddere på samme tid og måske samlet opretholde en besætning af samme størrelse som normalt. I sådanne tilfælde havde gården karakter af social forsorg, og i nogle tilfælde kunne en gård på denne måde ende med at blive afløst af et eller flere huse.
I 1600- og 1700-tallet op til 1720 kunne godsledelsen (også på Kronens gods) ofte ved gårdfæstets ophør finde på at lade inderstehuse ved bøndergårde omdanne til fæstehuse, dette var således tilfældet på Kronborg Rytterdistrikt og på Vordingborg Rytterdistrikt. På private godser var det et mål at begrænse antallet af inderster og i stedet få nytte af dem, der boede hos bønderne. Omkring 1720 blev det derfor udbredt at stille krav om grundskyld af inderstehuse, ofte i form af en halv ugedag.
Slutningen af 1600-tallet og begyndelsen af 1700-tallet var en tid, hvor staten fattedes penge. I årene 1677-1692 blev indført kop- (det vil sige person-), kvæg- og ildstedsskatter, og disse ramte også inderster. Således skulle husmænd og inderster, der drev håndværk eller ejede mere end en ko, betale 1 rigsdaler samt 3 mark for sin hustru og 1½ mark for hvert af sine børn og ved familie- og folkeskatten af 31. december 1700 blev bestemt, at "Inderster og alle, som sig paa Landet opholde og ere dygtige til at antage Gaard eller Hus, og hverken have fæst Gaarde eller Huse eller er i nogen virkelig Tjeneste ... enhver hvert ½ Aar 3 Mk., Inderstes Kvinder og alle ledige Kvindfolk hvert ½ Aar 24 Sk.", dog kunne gamle, svage og vanføre fritages. Dermed forsvandt fordelen ved at nedsætte sig som inderste frem for at fæste gård eller hus. Mange inderster var ude af stand til at betale denne "indersteskat", som i stedet måtte betales af godsejerne, men disse kunne som kompensation herfor kræve en halv ugedags arbejde, hvilket åbnede for misbrug. Undtagne fra folkeskatten var beboere af indsidderhuse på ryttergodserne, hvis de betalte afgift til Kronen og til bønder, "men de Inderster, som hos saadanne igen sidde til Huse, svarer (naar de ellers er af de Vilkaar) som forhen om Inderster er anført". Indersteskatten indbragte reelt kun staten nogle få tusinde rigsdaler årligt. De fleste indsidder synes ikke at have ejet kreaturer overhovedet, og indersteskattens største betydning lå formodentlig deri, at den gjorde det muligt for godsejere at regulere tilgangen til indersteklassen efter eget forgodtbefindende. Den eneste beskyttelse, inderstegruppen havde mod at blive beskattet, var en attest fra præsten, der godtgjorde, at den pågældende burde fritages på grund af armod.
I forbindelse med indretningen af en landmilits blev det ved forordningen af 22. februar 1701 bestemt, at al jord fraset ryttergodset, købstads- og præstegårdsjorder samt hoved- og sædegårdsjorder skulle inddeles i lægder på 20 tønder hartkorn og for hver lægd skulle stilles "en Karl, Husmand eller Inderste, som dygtig befindes" og at, hvis en enke kun havde en søn, skulle der tages en husmand eller inderste under 35 år. Forordningen bevirkede, at mange karle hurtigt søgte tjeneste på ryttergodser, ved præstegårde eller søgte til købstæder for at undgå soldatertjeneste, heraf slog mange sig ned som inderster hos rytterbønder. Forholdene gjorde, at regeringen hurtigt måtte ændre politik: ved forordningen af 31. december 1701 fik inderster lettelser i folkeskatten, og ved forordningen af 30. december 1702 blev bestemt, at så længe en husmand eller inderste stod i rullen, skulle de være forskånede for hoveri og arbejdspenge. Det formodes, at en del inderster, der ikke længere stod i rullen, kunne skaffe sig en ekstraindtægt ved at "gå soldat" for andre.
Skønt inderster kunne regnes til de ringest stillede i samfundet, udgjorde de ikke den laveste gruppe, som i stedet bestod af et omvandrende proletariat af tiggere og betlere.

## Økonomi
Boopgørelser viser, at inderster som regel var fattigere end husmænd. Dette gjaldt både på Kronens ryttergodser og på proprietærgodser:
| Værdiansættelse   | Vordingborg husmænd | Vordingborg inderster | Frederiksborg husmænd | Frederiksborg inderster | Proprietærgods husmænd | Proprietærgods inderster | I alt husmænd | I alt inderster |
| ----------------- | ------------------- | --------------------- | --------------------- | ----------------------- | ---------------------- | ------------------------ | ------------- | --------------- |
| Under 5 rigsdaler | 8,4%                | 27,3%                 | 16,0%                 | 40,9%                   | 14,1%                  | 31,1%                    | 13,9%         | 33,1%           |
| 5-10 rigsdaler    | 22,1%               | 22,7%                 | 23,3%                 | 15,9%                   | 20,7%                  | 28,9%                    | 21,8%         | 22,6%           |
| 10-20 rigsdaler   | 27,4%               | 29,5%                 | 27,2%                 | 13,6%                   | 25,9%                  | 20,0%                    | 26,6%         | 21,1%           |
| 20-50 rigsdaler   | 30,5%               | 13,6%                 | 25,2%                 | 20,5%                   | 27,6%                  | 17,8%                    | 27,2%         | 17,3%           |
| Over 50 rigsdaler | 11,6%               | 6,8%                  | 8,3%                  | 9,1%                    | 11,7%                  | 2,2%                     | 10,5%         | 6,0%            |

kilde: Skrubbeltrang (1940), s. 267
Mens tyngdepunktet for inderster lå under 10 rigsdaler, lå det for husmænd på mellem 10-50 rigsdaler. Men beskedne grupper af inderster var dog i stand til at efterlade sig nogen formue af betydning.

## Betydning
Indsidderne kom aldrig til at udgøre nogen betydningsfuld gruppe i samfundet, men de kom alligevel til at spille en vis rolle takket være den opmærksomhed, de krævede fra samfundets øvrighed. "Indersteskatten" kom til at markere statens forsøg på at presse mest muligt ud af denne, samfundets svageste, gruppe.
I anden halvdel af 1700-tallet blev der flere steder rundt om i landet bygget "hospitaler" med 2-4 rum for ældre og svagelige indbyggere, hvilke til dels fungerede som en afløsning for inderste-ordningen. I begyndelsen af 1800-tallet indførtes den sognekommunale ordning, og en af de nye sognekommuners arbejdsopgaver var at sørge for samfundets svagest stillede. Dermed forsvandt forudsætningerne for den ordning, som fænomenet inderster havde været udtryk for. Efter 1801 forsvandt indsiddere både fra lovgivningen og ud af folketællingerne.